# Fridolin Ambongo Besungu
Fridolin Ambongo Besungu O.F.M. Cap. (Boto, 9 juli 1960) is een geestelijke afkomstig uit Congo-Kinshasa en een kardinaal van de Rooms-Katholieke Kerk.
Ambongo Besungu trad in 1981 in bij de orde der Kapucijnen. Hij studeerde filosofie aan het philosophicum van Bwamanda en aan de pauselijke Alphonsiaanse Academie in Rome. Hij werd op 14 augustus 1988 priester gewijd. Ambongo Besungu doceerde theologie aan de université catholique du Congo en vervulde leidinggevende functies binnen zijn orde. Hij werd de eerste inlandse provinciale overste van de kapucijnen in Congo. 
Op 22 november 2004 werd Ambongo Besungu benoemd tot bisschop van Bokungu-Ikela; zijn bisschopswijding vond plaats op 6 maart 2005. Op 12 november 2016 werd hij benoemd tot aartsbisschop van Mbandaka-Bikoro. Ambongo Besungu werd op 6 februari 2018 benoemd tot aartsbisschop-coadjutor van Kinshasa. Toen Laurent Monsengwo Pasinya op 1 november 2018 met emeritaat ging, volgde Ambongo Besungu hem op als aartsbisschop van Kinshasa.
Ambongo Besungu werd tijdens het consistorie van 5 oktober 2019 kardinaal gecreëerd. Hij kreeg de rang van kardinaal-priester. Zijn titelkerk werd de San Gabriele Arcangelo all'Acqua Traversa. Ambongo Besungu werd op 15 oktober 2020 tevens benoemd als lid van de Raad van Kardinalen. In februari 2023 werd hij verkozen tot president van het Symposium van bisschoppenconferenties van Afrika en Madagaskar (SECAM). 
- Bibliothèque nationale de France: cb17049954j (data)
- Virtual International Authority File: 17146573916438102320